# Богемский клуб
Боге́мский клуб — частный клуб, который расположен в районе Юнион-сквер (Сан-Франциско, штат Калифорния) в Богемской роще к северу от округа Сонома. Основан в 1872 году, изначально как место периодических встреч журналистов, художников и музыкантов, а впоследствии состав постоянных членов клуба расширился до бизнесменов и предпринимателей. Клуб также предлагает временное членство президентам университетов и военным командирам. Ныне в члены клуба входят многие мировые лидеры такие как: Джордж Буш, Вернон Уолтерс, Уильям Тафт, Калвин Кулидж, Герберт Гувер, Дуайт Эйзенхауэр, Ричард Никсон, Джеральд Форд, Рональд Рейган, Колин Пауэлл, Уолтер Ширра, Фрэнк Борман, Генри Киссинджер и многие другие.

## Встречи

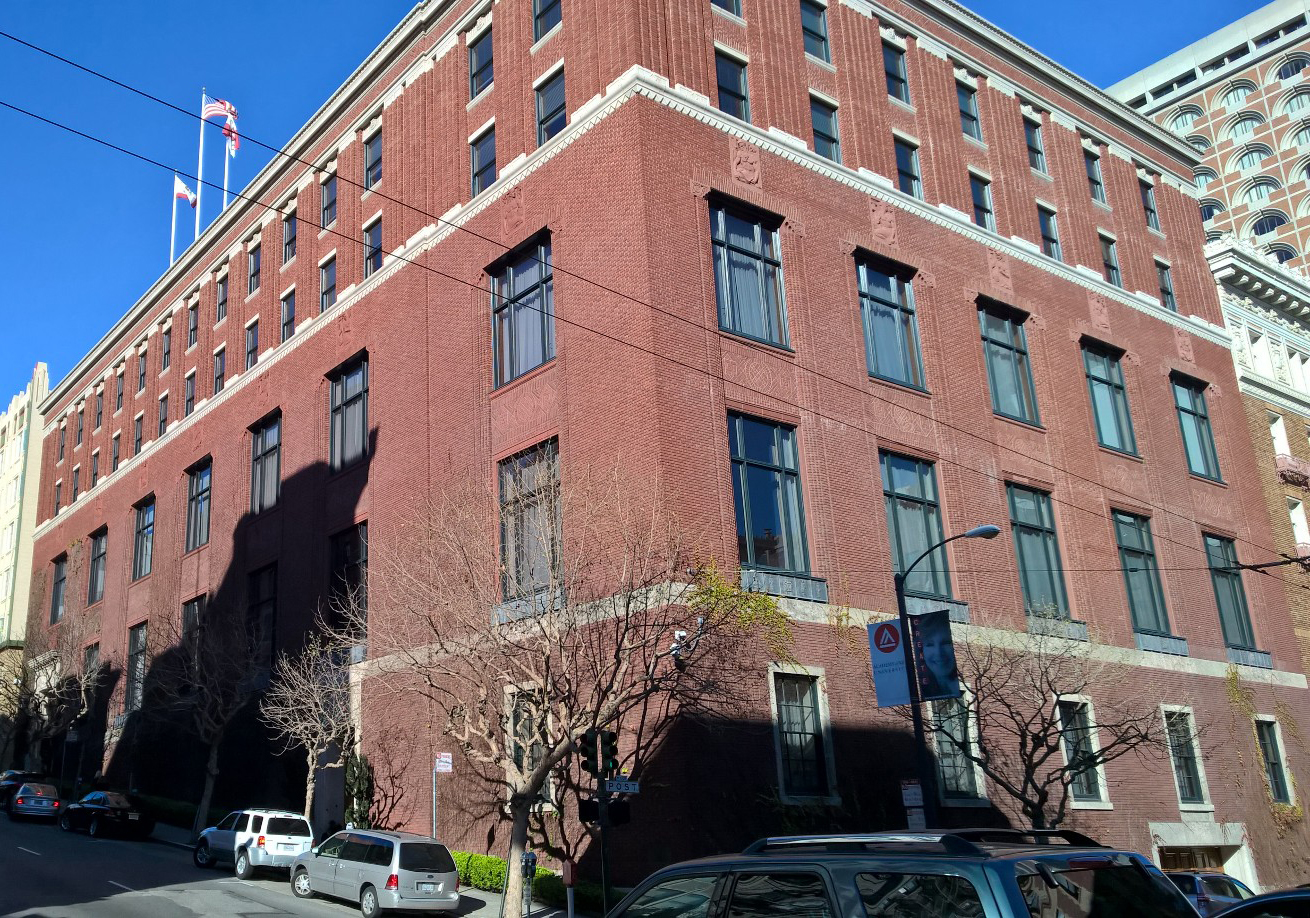
Городской клуб Богемского клуба, вид с угла Тейлор-стрит и Пост-стрит.

Каждый год в июле, начиная с 1899 года, члены клуба на две недели собираются в Богемской роще.